# Stade Didier Deschamps
Das Stade Didier Deschamps ist ein Fußballstadion in Bayonne, Département Pyrénées-Atlantiques in der Region Nouvelle-Aquitaine, Frankreich. Der Verein Aviron Bayonnais FC hat hier seine sportliche Heimat.
Es wurde im Sommer 2000 von seinem neuen Namensgeber Didier Deschamps eröffnet. Zuvor trug es den Namen Stade du Grand Basque. Der in Bayonne geborene Fußball-Weltmeister von 1998 und Europameister im Jahr 2000 begann seine Karriere bei Aviron, bevor er mit 14 Jahren zum FC Nantes ging.
Das Stadion besitzt eine überdachte Haupttribüne und insgesamt 3500 Plätze (1800 Sitzplätze). Weitere Mannschaften, die in diesem Stadion spielen, sind die zweite Mannschaft von Aviron und der Fußball-Club Croisés St-André Bayonne.